# 莫希·佐尔坦
莫希·佐尔坦（匈牙利語：Mohi Zoltán，1967年6月6日—），匈牙利男子水球运动员。他曾代表匈牙利国家队参加1988年夏季奥林匹克运动会水球比赛，结果队伍获得第五名。